# Роспуск парламента
Ро́спуск парла́мента — прекращение деятельности парламента до истечения срока его полномочий и назначение новых выборов — одно из средств разрешения политического (правительственного) кризиса или назначения новых выборов на удобное время. Институт роспуска парламента реализует принцип разделения властей.
Глава государства отправляет в отставку данный состав парламента и назначает новые выборы.
В современной Великобритании роспуск парламента до истечения срока его полномочий — обычная практика.

## История

### Роспуск парламента в Средние века
- 1356 г. 20 декабря — дофин Карл распустил Генеральные штаты. В ответ Генеральные штаты отказались подчиняться дофину Карлу, подняли восстание в Париже, захватили с помощью парижан город, и, в итоге, добились от Карла принятия Великого мартовского ордонанса — первого законодательного акта об ограничении исполнительной власти во Франции.

### Роспуск парламента в Новое время
- 1629 г. Карл I распустил парламент.
- 6.05.1640 г. Карл I распустил парламент.
- 5.12.1648 г. «Очищение», разгон парламента Кромвелем. Прайдова чистка.
- 1653 г. 20 апреля — роспуск долгого парламента в Англии.
- 1784 г. март, — Питт, Уильям (младший) распустил парламент.
- 1789 г. 23 июня Людовик XVI объявил о роспуске национального собрания. В ответ в Париже началось восстание, 14 июля народные толпы разграбили арсенал и оружейные лавки, напали на бывшую государственную тюрьму Бастилию и взяли её — началась Великая Французская революция.
- 1848 г. — насильственный роспуск немецкого парламента.
- 1851 г. 2 декабря Наполеон III Бонапарт распустил парламент.
- 1861 г. роспуск парламента в Венгрии во главе с Деаком.
- 1895 г. роспуск парламента в Японии.

### Роспуск парламента в XX—XXI веке
- 1906 г. 9 июля — роспуск Первой Государственной думы Российской империи
- 1907 г. 3 июня — роспуск Второй Государственной думы Российской империи
- 1912 г. члены оппозиционной младотуркам партии «Свобода и согласие» сумели добиться роспуска парламента.
- 1917 г. 6 октября — роспуск Четвёртой Государственной думы Российской империи
- 1918 г. 5 января — роспуск Учредительного собрания Лениным
- 1961 г. — отставка правительства Г. Эйскенса и роспуск парламента Бельгии.
- 1963 г. — роспуск парламента Конго.
- 1972, 1982, 2005 — роспуск бундестага по инициативе правительства с назначением новых выборов.
- 1973 г. апрель — Собхуза II объявил об отмене конституции, роспуске парламента Свазиленда.
- 1993 г. 21 сентября — Указ Президента Российской Федерации Б. Ельцина о роспуске Верховного Совета.
- 2007 г. 2 апреля — Указ Президента Украины В. Ющенко о роспуске Украинской Верховной Рады
- 2008 г. 9 октября — Указ Президента Украины В. Ющенко о роспуске Украинской Верховной Рады
- 2009 г. 16 июня — Указ Президента Республики Молдовы Владимира Воронина о роспуске Парламента Республики Молдовы XVII созыва. Начало политического и конституционного кризиса в Молдове.
- 16 ноября 2007 года — президент Киргизии Курманбек Бакиев подписал указ о роспуске Жогорку Кенеша.
- Апрель 2010 года — Жогорку Кенеш распущен Революционным комитетом республики.
- 2011 г., 28 мая — президент Латвии В. Затлерс назначает референдум о роспуске Сейма.
- 16 ноября 2011 года — президент Казахстана Нурсултан Назарбаев подписал указ о роспуске Мажилиса — Парламента Республики Казахстан четвёртого созыва.
- 25 августа 2014 года — Президент Украины Пётр Порошенко досрочно распустил Верховную Раду, но по Конституции Рада продолжала работу до начала работы нового парламента[2].
- В ночь со 2 на 3 мая 2016 года король Испании Филипп VI распустил обе палаты Генеральных кортесов.
- 1 ноября 2018 года — роспуск Парламента Армении
- 21 мая 2019 года роспуск Верховной Рады Украины 8 созыва [3]
- 28 апреля 2021 года — Президент Республики Молдова Майя Санду подписала указ о роспуске парламента 10-го созыва[4]